# Mildon Ambres
Mildon Ray Ambres (Opelousas, 12 settembre 1984) è un ex cestista statunitense.

## Palmarès
- NBA Development League Most Improved Player Award (2010)